# Temps compost
El temps compost és la forma dels verbs que es forma amb ajuda d'un verb auxiliar però que no forma una perífrasi verbal. Els temps compostos adquireixen valors diferents segons la llengua de què es tracti: marca d'aspecte perfectiu (exemple: el castellà: he ido), modalitat (exemple en anglès: you may explain), veu passiva (va ser rebutjat), el futur (neerlandès: hij zal komen), l'obligació (alemany): du sollst zahlen) i altres valors modals o temporals. Aquests components semàntics passen a formar part de la forma composta, que completa el significat amb ajuda de l'altre verb que pren part en la conjugació.
En català els temps composts són: el pretèrit perifràstic, l'infinitiu i el gerundi compost, el pretèrit plusquamperfet, el pretèrit indefinit o perfet compost, el pretèrit anterior, el futur i el condicional compost i les formes passives.